# الأصدقاء الثلاثة (فلم 1986)
!الأصدقاء الثلاثة¡ فيلم كوميدي غربي أمريكي من إنتاج سنة 1986.

## القصة
في سنة 1916 يتم طرد ثلاثة من أبطال الأفلام الصامتة بسبب مطالبتهم بزيادة أجرهم في سلسلة الأفلام التي تحمل اسم الأصدقاء الثلاثة. في اليوم التالي يستلمون رسالة من سكان قرية سانتو بوكو الذين يعانون من تحكم الشرير الجوابو في مقدراتهم. وقرر الثلاثة الاستجابة لهذا الطلب ولبسوا ملابسهم المعروفة في سلسلة أفلام الأصدقاء الثلاثة ورحلوا إلى قرية سانتو بوكو. استقبل أهل القرية الأصدقاء الثلاثة استقبال الأبطال مؤمنين بقوتهم في التخلص من الشرير. بعدما تواجه الأصدقاء الثلاثة مع الشرير الجوابو تبينوا خطورة ما قاموا به وخططوا للرحيل سرا عن القرية تاركين أهل القرية تحت سيطرة الجوابو. بعد رحيلهم يقررون العودة إلى القرية من أجل حمايتهم من اللصوص وتجسيد دوره في الأفلام واقعيا. وقع أحد الأصدقاء الثلاثة وهو لاكي داي (ستيف مارتن) وخطب في أهل القرية مذكرهم بأنهم مجموعة كبيرة من الناس وهو مجرد شخص واحد لكي يزيد من ثقتهم بأنفسهم. وتم اكتشاف أن أبرز ما يستطيع القرويون عمله هو الحياكة وبالتالي قرر الأصدقاء الثلاثة جمع أهل القرية من أجل حياكة نفس ملابس الأصدقاء الثلاثة بعدد أهل القرية. استطاع أهل القرية إلحاق الهزيمة باللصوص بالظهور من بعيد بملابس الأصدقاء الثلاثة من أجل أن يجعلوا اللصوص يستنفذون ذخيرتهم من الرصاص ثم انقضوا عليهم وهزموهم شر هزيمة وتم اعتبار الأصدقاء الثلاثة أبطالا بالنسبة لأهل هذه القرية.

## الشخصيات
- ستيف مارتن في دور لاكي داي: قائد الأصدقاء الثلاثة
- تشيفي تشيز في دور داستي بوتومز: أغبى الأصدقاء الثلاثة والعازف على البيانو
- مارتن شورت في دور نيد نيديرلاندر: طفل نجم سابقا وعبرقي في المبارزة
- باتريس كامهي في دور كارمين: إحدى جميلات القرية
- ألفونسو أراو في دور الجوابو: الشرير وقائد عصابة اللصوص المكسيكية
- توني بلانا في دور جيف: الذراع الأيمن للجوابو
- جو مانتينيا في دور هاري فلوغلمان: منتج سلسلة الأفلام الأصدقاء الثلاثة

## وصلات خارجية
- مقالات تستعمل روابط فنية بلا صلة مع ويكي بيانات

1. ↑  Roger Ebert's review of Three Amigos[وصلة مكسورة] on شيكاغو سن-تايمز' website "نسخة مؤرشفة". مؤرشف من الأصل في 2012-10-08. اطلع عليه بتاريخ 2020-10-03.{{استشهاد ويب}}:  صيانة الاستشهاد: BOT: original URL status unknown (link)
2. ↑  Three Amigos 25th Anniversary Edition (Blue ray). 2011.
3. ↑  Fraley، Jason. "BRAVO 100 Funniest Movies". Bravo. The Film Spectrum. مؤرشف من الأصل في 2018-06-25. اطلع عليه بتاريخ 2012-12-20.